# Lettriq
Lettriq est un jeu vidéo de réflexion développé et édité par Vocabelum, sorti en 2007 sur Nintendo DS.

## Accueil
- Jeuxvideo.com : 12/20[1]